# My Sacrifice
My Sacrifice è un singolo del gruppo musicale statunitense Creed, pubblicato nel 2001 ed estratto dall'album Weathered.

## Video musicale
Il video musicale è stato diretto da David Meyers.

## Tracce
1. My Sacrifice (radio edit)
2. My Sacrifice (album version)
3. Riders on the Storm (album version) featuring Robbie Krieger
4. My Sacrifice (video)